# Shanglu (köpinghuvudort i Kina, Jiangxi Sheng, lat 28,22, long 117,95)
Shanglu är en köpinghuvudort i Kina. Den ligger i provinsen Jiangxi, i den sydöstra delen av landet, omkring 210 kilometer öster om provinshuvudstaden Nanchang. Antalet invånare är 24 138. Befolkningen består av 11 612 kvinnor och 12 526 män. Barn under 15 år utgör 24,0 %, vuxna 15-64 år 68 %, och äldre över 65 år 6,0 %.
Runt Shanglu är det ganska tätbefolkat, med 199 invånare per kvadratkilometer. Närmaste större samhälle är Yongping, 16,6 km väster om Shanglu. I omgivningarna runt Shanglu växer i huvudsak blandskog.
Genomsnittlig årsnederbörd är 2 755 millimeter. Den regnigaste månaden är juni, med i genomsnitt 477 mm nederbörd, och den torraste är oktober, med 35 mm nederbörd.